# Жорстокі ігри 2
Жорстокі ігри 2 — комедійний фільм 2000 року.

## Сюжет
Себастьен Вальмон, який зробив усе для того, щоб його вигнали зі школи, переїжджає в Нью-Йорк до свого батька, що одружився вчетверте. Він хоче почати нове життя пристойної людини. У нової мачухи є дочка Кетрін, що докладає всіх зусиль для того, щоб стати схожою на стерву-матір. Кетрін відразу не злюбила зведеного братика, що перевершує її у всьому.
Себастьен закохується в Даніель, дочку директора його нової школи. Вона відрізняється від інших дівчат серйозністю й цілеспрямованістю, вчиться й підробляє у книгарні. Кетрін має намір перетворити Шері, незайману-ідіотку з безумно багатої родини, в останню повію. Школа, в якій учаться Себастьєн і Кетрін — для дітей багатих батьків. І Кетрін очолює це збіговисько снобів. Але їй не дуже й подобається обраний шлях — стати такою ж, як мати. Чим розв'яжеться конфлікт Себастьєна з Кетрін? І що буде далі між ним і Даніель?